# Giacomo Franzoni
Giacomo Franzoni (né le 5 décembre 1612 à Gênes, alors capitale de la république de Gênes et mort le 19 décembre 1697 à Rome) est un cardinal italien du XVIIe siècle.
Un autre cardinal de la famille est Giacomo Filippo Fransoni (1826).

## Biographie
Giacomo Franzoni étudie à l'université de Bologne et à celle de Padoue. Il est référendaire au tribunal suprême de la Signature apostolique, président, clerc trésorier général de la chambre apostolique, président delle Strade, delle Armi et delle fortezze marittime, préfet delle milizie des États pontificaux et président de la milice du château Saint-Ange.
Le pape Alexandre VII le crée cardinal in pectore lors du consistoire du 29 avril 1658. Sa création est publiée le 5 avril 1660.
Le 7 juin 1666 il est nommé évêque de Camerino et reste à la tête du diocèse jusqu'en 1693. En 1674 et 1675, il est camerlingue du Sacré Collège.
Le cardinal Franzoni participe au conclave de 1667 lors duquel Clément IX est élu pape et à ceux de 1669-1670 (élection de Clément X), de 1676 (élection d'Innocent XI), de 1689 (élection d'Alexandre VIII) et de 1691 (élection d'Innocent XII).
Giacomo Franzoni meurt le 19 décembre 1697 à Rome à l'âge de 85 ans.

## Succession apostolique
Giacomo Franzoni a ordonné les évêques suivants :
- Évêque Giuseppe Eusanio (it), O.S.A. (1670)
- Évêque Antonio Molinari (en) (1676)
- Archevêque Giulio Vincenzo Gentile (en), O.P. (1681)
- Évêque Giuseppe Nicola Gilberti (1681)
- Évêque Ottavio Paravicino (1681)